# 禹民鎬
禹民镐（韓語：우민호，1971年—），韩国电影导演、编剧、製片。2000年执导的短篇电影《谁杀了耶稣？》为其导演出道作，2010年执导首部商业电影《被破壞的男人》，2015年执导的政治悬疑题材电影《萬惡新世界》大获成功，上映当年累计吸引了570万人次观众到影院观影，提名各大电影颁奖礼并获得了诸多奖项。

## 作品

### 电影
- 2000年：《谁杀了耶稣？》（导演）
- 2010年：《被破壞的男人》（导演、编剧）
- 2012年：《間諜》（导演、编剧）
- 2015年：《萬惡新世界》（导演、编剧）
- 2018年：《麻药王》（导演、编剧、製片）
- 2020年：《南山的部長們》（导演、编剧）
- 2024年：《哈尔滨》

### 电視劇
- 2025年：《韓國製造》（导演）

## 获奖
- 2003年：第1届首尔纪录教养电影节 短篇竞争单元 特别奖《谁杀了耶稣？》
- 2016年：第36届韩国电影评论家协会奖 10代电影奖《萬惡新世界》
- 2016年：第37屆青龍電影獎 最佳电影《萬惡新世界》
- 2016年：第3届韓國電影製作人協會獎 最佳电影《萬惡新世界》
- 2016年：第53屆大鐘獎 最佳剧本《萬惡新世界》
- 2016年：第53屆大鐘獎 最佳导演《萬惡新世界》
- 2016年：第53屆大鐘獎 最佳电影《萬惡新世界》
- 2020年：第40届韩国电影评论家协会奖 最佳电影《南山的部長們》
- 2020年：第7届韓國電影製作人協會獎 最佳导演《南山的部長們》
- 2021年：第41屆青龍電影獎 最佳电影《南山的部長們》